# Чхов
Чхов (пољ. Czchów) је град у Пољској у Војводству Малопољском у Повјату бжеском. Према попису становништва из 2011. у граду је живело 2.361 становника.

## Становништво
Према прелиминарним подацима са пописа, у граду је 2011. живело 2.361 становника.
| 2002. | 2011. | 2012. |
| ----- | ----- | ----- |
| 2.165 | 2.361 | 2.364 |